# Rache des Papstes

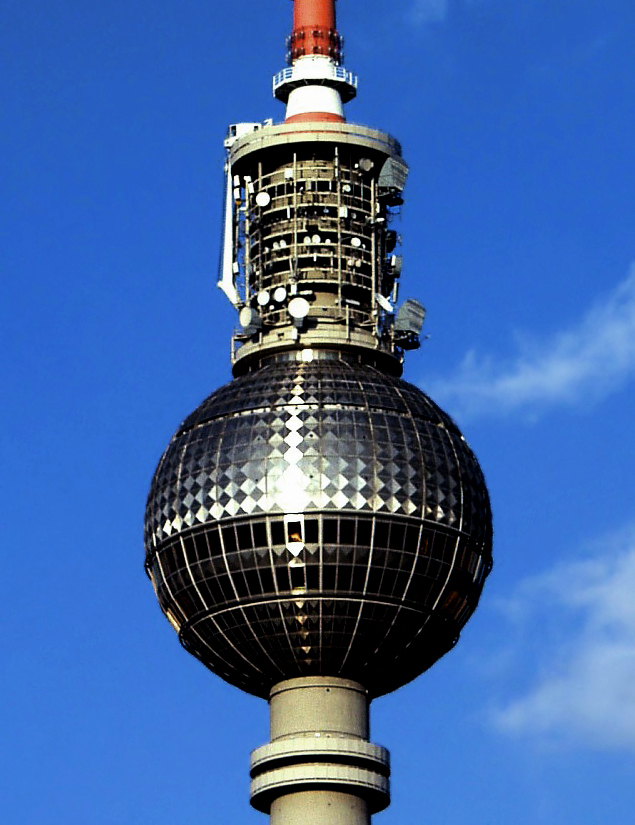
Lichtkreuz an der Turmkugel des Berliner Fernsehturms

Als Rache des Papstes (auch Rache der Marienkirche oder Dibelius’ Rache) wird im Berliner Volksmund das Phänomen am Berliner Fernsehturm bezeichnet, bei dem durch direkte Sonneneinstrahlung auf der Turmkugel ein sphärisches Lichtkreuz als Reflexion entsteht.

## Hintergrund
Der bereits 1973 in einem West-Berliner Stadtführer zu Berliner Spitznamen nachweisbare Begriff wurde nach 1990 von Fremdenführern sowie in der Presse aufgegriffen, um das Phänomen sowie die atheistische Grundeinstellung der sozialistischen Regierung und die Diskriminierung kirchlicher Einrichtungen des damaligen DDR-Regimes zu beschreiben. Namensgeber für Dibelius’ Rache war der Bischof der Evangelischen Kirche Berlin-Brandenburg, Otto Dibelius.
Auf einer reinen Kugelform wäre die Spiegelung der Sonne punkt- bzw. kreisförmig. Um jedoch Luftverwirbelungen und damit ein Schwanken der Kugel des Fernsehturms zu vermindern, ist sie überformt durch rund 1000 pyramidenförmig konvexe Edelstahl-Verkleidungen. Die vertikal über und unter sowie horizontal beidseits neben der Hauptspiegelung liegenden Pyramidenflächen reflektieren das Sonnenlicht ebenfalls in Richtung des Betrachters, sodass die Spiegelung die Form eines Kreuzes erhält.

## Legenden und Tatsachen
Das Lichtkreuz als christliches Symbol drohte die über Jahre aufgebaute Stilisierung des Berliner Fernsehturms zum sozialistischen Stadt- und Staatssymbol zu unterlaufen. Besonders im Westteil Deutschlands entstanden daher spöttische Bemerkungen und Legenden, dass die SED-Führung über dieses Phänomen erbost sei und gar den Abriss des Bauwerks erwäge. Für derart radikale Vorschläge existieren keinerlei nachvollziehbare Hinweise oder Belege. Nachgewiesen ist allerdings, dass im VEB Ipro, der für den Bau des Turms verantwortlich zeichnete, ein Inoffizieller Mitarbeiter (IM) mit dem Decknamen „John“ angesetzt wurde, um das Phänomen und seine eventuelle Beseitigung zu ergründen. Am 25. Juni 1969 berichtete „IM John“ an seinen Verbindungsoffizier:

„BMK Kohle/Energie – BT Industrieprojektierung Berlin – erstellt gegenwärtig die Reinigungstechnologie für die Kugelaußenhaut. Nach der vorgenommenen Reinigung wird die Kreuzbildung auf der Kugel weitaus stärker wirksam werden. Z. Zt. befindet sich noch eine Schutzschicht auf dem Metall. Der IM schätzt, daß unter Hinzuziehung einiger Experten über Lichtbrechung die Kreuzbildung beseitigt werden könnte. Die entsprechenden praktischen Maßnahmen könnten gemeinsam mit der Reinigung der Kugel erfolgen, so daß eine Bevölkerungsdiskussion weitgehend ausgeschlossen werden könnte. Da der Projektant keinen entsprechenden Auftrag hat, werden keine entsprechenden Maßnahmen eingeleitet.“

Das Ministerium für Staatssicherheit (MfS) unternahm anscheinend nach diesem Bericht keine weiteren Bemühungen mehr, das Lichtkreuz zu beseitigen, was vermutlich auch daran lag, dass das Ministerium sich relativ spät mit dem Fernsehturm beschäftigte. Unter Erich Mielke wurde ab 1969 das Bauwerk unter die Obhut der Hauptverwaltung XX gestellt, die für die Überwachung von Staatsapparat, Kultur, Kirche und Untergrund zuständig war. Diese operative Arbeitsgruppe war in erster Linie darauf angesetzt, technische Sabotageakte aufzudecken und abzuwenden, um eine Unterbrechung des Funkverkehrs zu verhindern.
Dem Spitznamen „Sankt Walter“ – als Anspielung auf den damaligen Staatsratsvorsitzenden Walter Ulbricht – versuchte das Parteiorgan Neues Deutschland den konstruierten Kosenamen „Telespargel“ entgegenzusetzen, der sich allerdings nicht durchsetzte.
Unabhängig von den Fakten griff der damalige US-Präsident Ronald Reagan eine Variante des auch im englischsprachigen Raum als The Pope’s Revenge bekannten Gerüchts um die Beseitigung des Lichtkreuzes in seiner berühmten Rede vor dem Brandenburger Tor am 12. Juni 1987 auf:

“[…] they erected a secular structure: the television tower at Alexander Platz. Virtually ever since, the authorities have been working to correct what they view as the tower’s one major flaw, treating the glass sphere at the top with paints and chemicals of every kind. Yet even today when the Sun strikes that sphere – that sphere that towers over all Berlin – the light makes the sign of the cross.”

„[…] sie errichteten ein säkulares Bauwerk: den Fernsehturm am Alexanderplatz. Praktisch von Anfang an arbeiteten die Behörden daran, die aus ihrer Sicht große Schwachstelle des Turmes zu korrigieren und die Glaskugel mit Farbe und Chemikalien aller Art zu behandeln. Und dennoch, wenn heute die Sonne auf jene Glaskugel fällt – die Kugel, die über ganz Berlin thront –, dann zeichnet das Licht das Zeichen des Kreuzes.“

Nachdem die Forschung der Stasi nach einer etwaigen Sabotage keinen Erfolg brachte und die Überlegung, die Kuppel zu schleifen, als zu teuer verworfen wurde, kam die Debatte um das Kreuz am Fernsehturm letztlich zum Stillstand. Der Architekt Hermann Henselmann, der die Vorlage zum Berliner Fernsehturm entwarf, soll entgegnet haben, es handele sich um kein Kreuz, sondern ein „Plus für den Sozialismus“.